# Selección de baloncesto sub-18 de Inglaterra
La selección de baloncesto sub-18 de Inglaterra es un equipo nacional de baloncesto de Inglaterra, administrado por Basketball England. Representa al país en las competiciones internacionales masculinas de baloncesto sub-18.

## Participaciones

### Campeonato Europeo de Baloncesto Masculino Sub-18
| Año    | Pos.                                 | PJ                                   | PG                                   | PP                                   |
| ------ | ------------------------------------ | ------------------------------------ | ------------------------------------ | ------------------------------------ |
| 1994   | No participó o jugó en la División B | No participó o jugó en la División B | No participó o jugó en la División B | No participó o jugó en la División B |
| / 2012 | No participó o jugó en la División B | No participó o jugó en la División B | No participó o jugó en la División B | No participó o jugó en la División B |
| 2013   | 9°                                   | 11                                   | 5                                    | 6                                    |
| 2014   | 14°                                  | 9                                    | 1                                    | 8                                    |
| 2015   | Descendió a la División B            | Descendió a la División B            | Descendió a la División B            | Descendió a la División B            |
| 2016   | En la División B                     | En la División B                     | En la División B                     | En la División B                     |
| 2017   | En la División B                     | En la División B                     | En la División B                     | En la División B                     |
| 2018   | 7°                                   | 7                                    | 4                                    | 3                                    |
| 2019   | 8°                                   | 7                                    | 2                                    | 5                                    |
| Total  | 4/21                                 | 34                                   | 12                                   | 22                                   |

     Jugó junto a  Escocia y Gales como parte de  Gran Bretaña

### Campeonato Europeo de Baloncesto Masculino Sub-18 - División B
| Año   | Pos.                     | PJ                       | PG                       | PP                       |
| ----- | ------------------------ | ------------------------ | ------------------------ | ------------------------ |
| 2005  | 14°                      | 8                        | 6                        | 2                        |
| 2006  | 4°                       | 8                        | 5                        | 3                        |
| 2007  | 18°                      | 7                        | 2                        | 5                        |
| 2008  | 18°                      | 7                        | 2                        | 5                        |
| 2009  | 7°                       | 7                        | 4                        | 3                        |
| 2010  | 6°                       | 8                        | 5                        | 3                        |
| 2011  | 14°                      | 7                        | 3                        | 4                        |
| 2012  | Medalla de bronce        | 9                        | 7                        | 2                        |
| 2013  | Ascendido a la Divisón A | Ascendido a la Divisón A | Ascendido a la Divisón A | Ascendido a la Divisón A |
| 2014  | En la DivisIón A         | En la DivisIón A         | En la DivisIón A         | En la DivisIón A         |
| 2015  | 7°                       | 9                        | 6                        | 3                        |
| 2016  | 9°                       | 8                        | 6                        | 2                        |
| 2017  | Medalla de plata         | 8                        | 6                        | 2                        |
| 2018  | Ascendido a la Divisón A | Ascendido a la Divisón A | Ascendido a la Divisón A | Ascendido a la Divisón A |
| 2019  | En la División A         | En la División A         | En la División A         | En la División A         |
| Total | 8/8                      | 61                       | 34                       | 27                       |

     Jugó junto a  Escocia y Gales como parte de  Gran Bretaña

## Jugadores

### Equipo actual
En la clasificación del Campeonato Europeo de Baloncesto Masculino Sub-18 - División B: (último equipo oficial antes de la formación de la selección de baloncesto sub-18 de Gran Bretaña)
| Pos. | No. | Nombre                 | Fecha de nacimiento (edad)        | Altura         |
| SG   | 4   | Micah Saver-Richards   | 4 de julio de 1999 (21 años)      | 1,90 m (6′ 3″) |
| G    | 5   | Joshua Edwards         | 10 de mayo de 1999 (21 años)      | 1,92 m (6′ 4″) |
| F    | 6   | Brian Amabilino Perez  | 17 de enero de 1999 (22 años)     | 2,03 m (6′ 8″) |
| F    | 7   | Romario Pence          | 11 de junio de 1999 (21 años)     | 1,95 m (6′ 5″) |
| PG   | 8   | Luke Mitchell          | 23 de enero de 1998 (23 años)     | 1,83 m (6′ 0″) |
| F    | 9   | Daniel Akin            | 16 de junio de 1998 (22 años)     | 2,00 m (6′ 7″) |
| G    | 10  | Rayell Eytle-Rock      | 26 de noviembre de 1998 (22 años) | 1,89 m (6′ 2″) |
| SF   | 11  | Carl Wheatle           | 24 de marzo de 1998 (22 años)     | 1,96 m (6′ 5″) |
| F    | 12  | Joshua Apple           | 12 de febrero de 1998 (23 años)   | 1,97 m (6′ 6″) |
| G    | 13  | Nelson Boachie-Yiadom  | 10 de marzo de 1999 (22 años)     | 2,00 m (6′ 7″) |
| C    | 14  | Henri Langton          | 3 de julio de 1998 (22 años)      | 2,07 m (6′ 9″) |
| SF   | 15  | Zion Tordoff           | 11 de mayo de 1999 (21 años)      | 1,99 m (6′ 6″) |
|      |     | Ashley Barrett Briggs  | 14 de abril de 1999 (21 años)     |                |
|      |     | Cameron Bett           | 20 de febrero de 1999 (22 años)   |                |
| F    |     | Caleb Fuller           | 8 de marzo de 1999 (22 años)      | 1,98 m (6′ 6″) |
|      |     | Charles Daniel Prager  | 7 de julio de 1998 (22 años)      |                |
|      |     | Dominic Scott-Robinson | 1 de enero de 1998 (23 años)      |                |
|      |     | Evan Walshe            | 5 de abril de 1998 (22 años)      | 1,93 m (6′ 4″) |